# استیل کرنوسین
استیل کرنوسین (به انگلیسی: Acetylcarnosine) با فرمول شیمیایی C۱۱H۱۶N۴O۴ یک ترکیب شیمیایی با شناسه پاب‌کم ۹۹۰۳۴۸۲ است. که جرم مولی آن ۲۶۸٫۲۷ g/mol می‌باشد.